# جمع السكاكين
جمع السكاكين هي هواية تتضمن اقتناء وتجميع أنواع مختلفة من السكاكين، سواء كانت تقليدية، تاريخية، أو حديثة، بهدف التقدير الجمالي، الدراسة الثقافية، أو الاستثمار. تُعتبر هذه الهواية شائعة بين عشاق الأدوات الحادة، وهي تجمع بين الاهتمام بالحرفية، التاريخ، والتصميم. يتراوح جامعو السكاكين من الهواة الذين يجمعون قطعًا قليلة إلى المتخصصين الذين يمتلكون مجموعات واسعة تحتوي على مئات القطع النادرة أو المصنوعة يدويًا.

## تاريخ
تعود جذور جمع السكاكين إلى العصور القديمة، حيث كانت السكاكين تُستخدم كأدوات يومية، أسلحة، أو رموز ثقافية. مع تطور الحرف اليدوية، بدأ الناس في تقدير السكاكين ليس فقط لوظائفها العملية، بل أيضًا لجمالياتها. في العصور الوسطى، كانت السكاكين المزخرفة تُعتبر رموزًا للقوة والثروة، خاصة بين النبلاء. في القرن العشرين، أدى التقدم في تقنيات صناعة السكاكين إلى زيادة شعبية هذه الهواية، حيث أصبحت السكاكين المصنوعة يدويًا أو المحدودة الإصدار محط اهتمام الجامعين.

## أنواع السكاكين المجمعة
يجمع عشاق السكاكين مجموعة متنوعة من الأنواع بناءً على اهتماماتهم الشخصية. تشمل الفئات الرئيسية:
- السكاكين التقليدية: مثل السكاكين القابلة للطي (مثل سكاكين الجيب السويسرية) أو السكاكين ذات النصل الثابت التي تُستخدم في الصيد أو التخييم.
- السكاكين التاريخية: مثل الخناجر القديمة، السيوف الصغيرة، أو السكاكين العسكرية من فترات تاريخية معينة (مثل الحرب العالمية الثانية).
- السكاكين المصنوعة يدويًا: يفضل بعض الجامعين السكاكين التي يصنعها صانعو سكاكين محترفون، والتي غالبًا ما تتميز بتصاميم فريدة ومواد عالية الجودة مثل الفولاذ الدمشقي أو المقابض المصنوعة من العظام أو الخشب النادر.
- السكاكين الحديثة: تشمل السكاكين التكتيكية أو تلك المصممة لأغراض محددة مثل النجاة في البرية.
- السكاكين الثقافية: مثل الكريس (Kris) الماليزي أو الكاتانا اليابانية المصغرة، التي تعكس تراثًا ثقافيًا معينًا.

## التحديات القانونية
تواجه هواية جمع السكاكين تحديات، خاصة فيما يتعلق بالقوانين. في العديد من الدول، هناك لوائح صارمة تحد من حمل أو امتلاك أنواع معينة من السكاكين، مثل السكاكين القابلة للطي الأوتوماتيكية أو السكاكين ذات النصل الطويل. يجب على الجامعين الاطلاع على القوانين المحلية لتجنب المشاكل القانونية. كما أن بعض السكاكين النادرة قد تكون باهظة الثمن، مما يجعل الهواية مكلفة.

## علي الإنترنت
هناك عدد من منتديات الإنترنت ومجموعات Usenet المخصصة لمناقشة السكاكين وجمعها. أقدم هذه المنتديات هو rec.knives، وهو مجموعة Usenet بدأت في عام 1992. أما الأكبر فهو BladeForums.com الذي يضم أكثر من 250,000 عضو ويركز بشكل أساسي على السكاكين المصنعة تجاريًا. أنشأت شركات تصنيع مثل Cold Steel وSpyderco وBenchmade منتديات خاصة بها، مما يتيح لها تلقي تعليقات من المستخدمين والرد على قضايا خدمة العملاء بسرعة. بعض المنتديات، مثل Usual Suspects Network، وصلت إلى حد استضافة معارض سكاكين خاصة بها على نطاق مشابه لمعرض بلايد شو Blade Show السنوي الذي تنظمه مجلة بلايد Blade. 